# Гней Юлий Агрикола
Вижте пояснителната страница за други личности с името Агрикола.
Гней Юлий Агрикола (на латински: Gnaeus Iulius Agricola; * 13 юни 40 г. — † 23 август 93 г.) e римски пълководец през 1 век и е част от политическия живот.
Роден е в провинцията Нарбонска Галия и е син на Юлий Грецин и Процила.
Женен е за Домиция Децидиана, с която има дъщеря Юлия Агрикола (* 64 г.). Юлия се омъжва през 77/78 г. за историка Публий Корнелий Тацит. Тацит пише биография на тъста си през 98 г.
Агрикола започва кариерата си като военен трибун през 58 и 62 г. в Британия, 65 г.,След това става квестор в Мала Азия, през 67 г. е народен трибун и през 68 г. става претор. През 69/70 г. император Веспасиан го прави легат на XX Победоносен Валериев легион в Британия. След връщането му през 73/74 г., Веспасиан го прави патриций и управител на провинция Галия Аквитания.
През 77 г. Агрикола е суфектконсул с неизвестен днес колега след Домициан. През 78 г. става управител на провинция Британия, а през 85 г. е извикан обратно. Домициан го награждава с триумф.
Агрикола оставя завещание, с което определя за свои наследници съпругата си, дъщеря си и император Домициан.